# Rolls-Royce (Carro Blindado)
O carro blindado Rolls-Royce é um carro blindado britânico desenvolvido em 1914 e produzido até 1917, sendo utilizado durante a Primeira Guerra Mundial, a Guerra Civil Irlandesa, o período entre guerras no Controle Aéreo Imperial na Transjordânia, Palestina e Mesopotâmia, e nos estágios iniciais da Segunda Guerra Mundial no Oriente Médio e Norte da África, recebendo desde 1924 várias modernizações.

## Histórico de produção
O Real Serviço Aeronaval (RNAS) criou o primeiro esquadrão de carros blindados britânicos durante a Primeira Guerra Mundial. Em setembro de 1914, todos os chassis Rolls-Royce Silver Ghost disponíveis foram requisitados para formar a base de um novo carro blindado. No mês seguinte, um comitê especial do Departamento Aéreo do Almirantado, entre os quais estava o Comandante de Voo T.G. Hetherington, projetou a superestrutura que consistia em uma carroceria blindada, contendo uma única torre, totalmente giratória, onde estaria montada uma Metralhadora 7.7mm Mk I Vickers, refrigerada por água.
Os três primeiros veículos foram entregues em 3 de dezembro de 1914, embora nessa altura o período móvel na Frente Ocidental, onde os predecessores primitivos dos carros Rolls-Royce serviram, já tivesse chegado ao fim. Mais tarde na guerra, eles serviram em várias frentes do Oriente Médio. A produção de chassis do blindado foi suspensa em 1917, de forma a permitir que a empresa se concentrasse na produção de motores aeronáuticos.
O veículo foi modernizado em 1920 e em 1924, resultando no Rolls-Royce 1920 Pattern e no Rolls-Royce 1924 Pattern. Em 1940, 34 veículos que serviram no Egito com o 11º regimento de Hussardos tiveram a "velha" torre substituída por uma unidade de topo aberto,  introduzindo Rifle antitanque Boys, de 14mm, uma Metralhadora leve Bren de 7.7mm e lançadores de granadas de fumaça.
Vinte carros blindados Rolls-Royce no serviço na No. 2 Armoured Car Company RAF, que se encontravam no Egito e no Iraque, receberam novos chassis de um caminhão Fordson, ficando conhecidos como a variante carros blindados Fordson. As fotografias mostram-nos equipados com o que parecem ser torres equipadas com um rifle antitanque Boys, uma metralhadora e duas metralhadoras leves para defesa antiaérea.
Além dos carros blindados produzidos pela RNAS e pelo Corpo de Tanques, a RAF construiu Rolls-Royces para equipar as suas companhias de carros blindados. Isso foi feito de forma independente do Ministério da Guerra. Estes foram designados como Carro Blindado, Rolls-Royce Tipo A. Com o formato do carro RNAS de 1914, eles foram equipados com a torre de 1920.

## História de combate

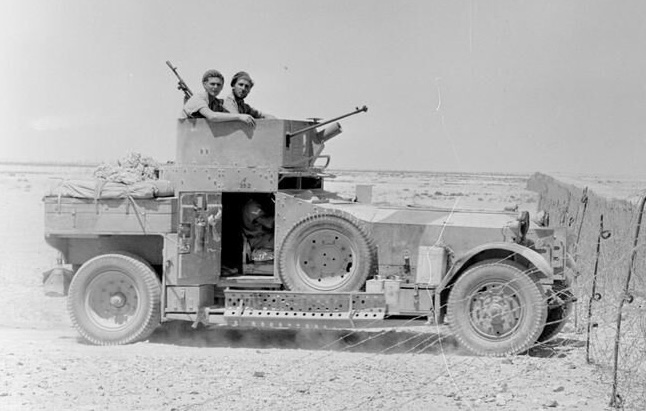
Um carro blindado Rolls-Royce modelo 1924 com uma "nova" torre aberta na área de Bardia, no Deserto Ocidental, 1940.

Seis esquadrões RNAS Rolls-Royce foram formados com 12 veículos cada: um foi deslocado para a França; um para a África, afim de lutar nas colônias alemãs e em abril de 1915 dois foram para Galípoli. A partir de agosto de 1915, todos os esquadrões foram dissolvidos e os seus equipamentos entregue ao Exército, que os utilizou nas Baterias de Motores Blindados Leves do Corpo de Metralhadoras. Os carros blindados não eram adequados para os campos de batalha cheios de  trincheiras lamacentas da Frente Ocidental, mas eram capazes de operar no Oriente Próximo, levando a deslocação do esquadrão designado na França para o Egito.
O Lawrence da Arábia utilizou um esquadrão em suas operações contra as forças turcas no Médio Oriente. Ele chamou a unidade de nove blindados da qual tinha controlo de "mais valiosa que rubis" para ajudar a vencer sua Revolta no Deserto. Essa impressão duraria pelo resto da sua vida: Quando um jornalista lhe perguntou o que ele achava que seria a coisa que mais valorizaria, ele disse: "Eu gostaria de ter meu próprio carro Rolls-Royce com pneus e gasolina suficientes para durar a vida toda".

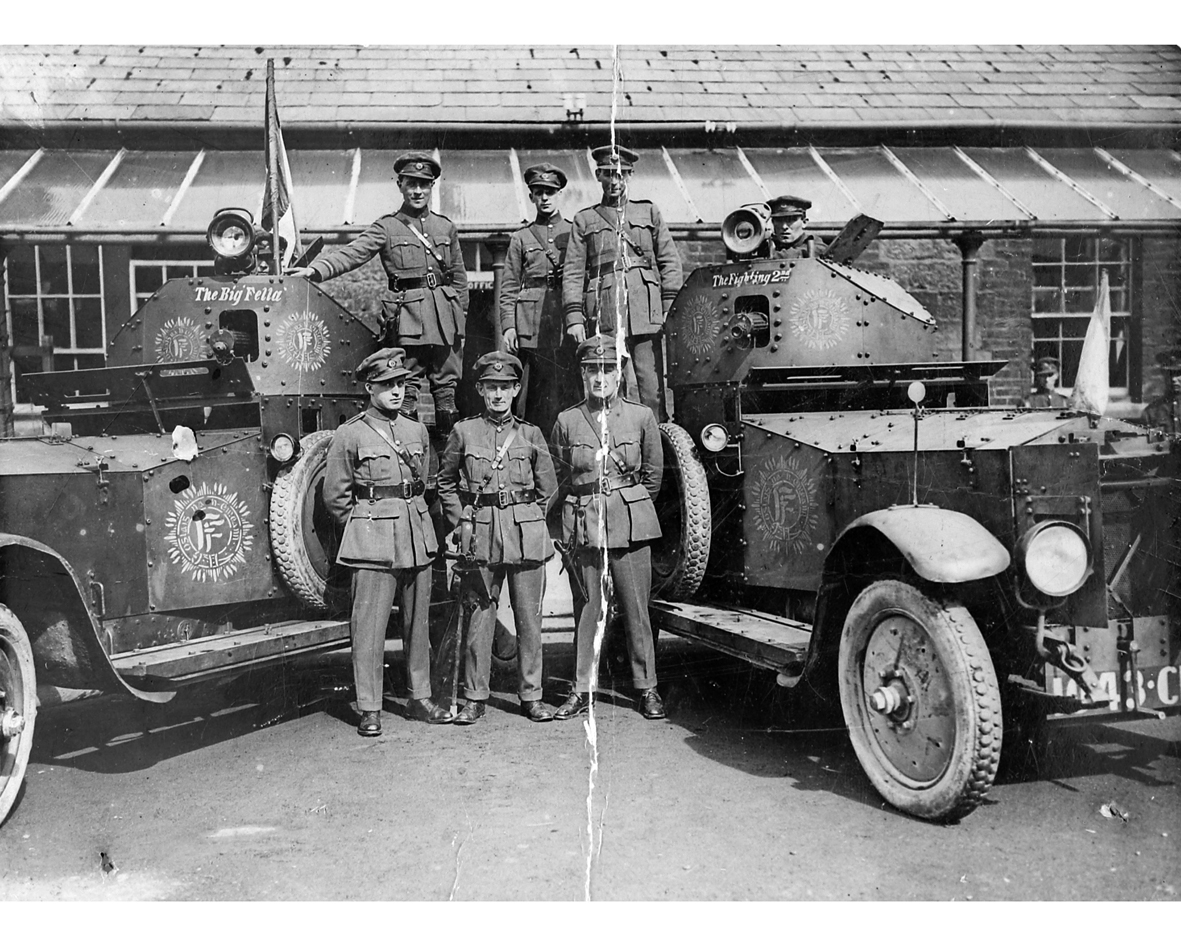
Dois dos treze carros blindados Rolls-Royce usados durante a Guerra Civil Irlandesa: O Fighting 2nd (ARR3) e The Big Fella (ARR8)

Durante a Guerra Civil Irlandesa (1922-1923), 13 carros blindados Rolls-Royce foram doados ao governo do Estado Livre Irlandês pelo governo britânico, para ajudar na luta contra o Exército Republicano Irlandês. Eles eram uma grande vantagem para o Estado Livre nas lutas de rua e na proteção de comboios contra ataques de guerrilha,[carece de fontes?] desempenhando um papel vital na retomada das cidades de Cork e Waterford. Apesar dos contínuos problemas de manutenção e da fraca reação ao clima irlandês, eles continuaram em serviço até 1944, sendo retirados quando novos pneus se tornaram inacessíveis ás forças. Doze exemplares do Exército Irlandês foram desmontados e vendidos em 1954.
No início da Segunda Guerra Mundial, ainda existiam 76 veículos em serviço. Eles foram usados em operações no Deserto Ocidental, no Iraque e na Síria. No final de 1941, eles foram retirados do serviço de linha de frente quando designs mais modernos ficaram disponíveis para serviço. Alguns carros com padrão indiano foram usados no subcontinente indiano e no Mianmar.

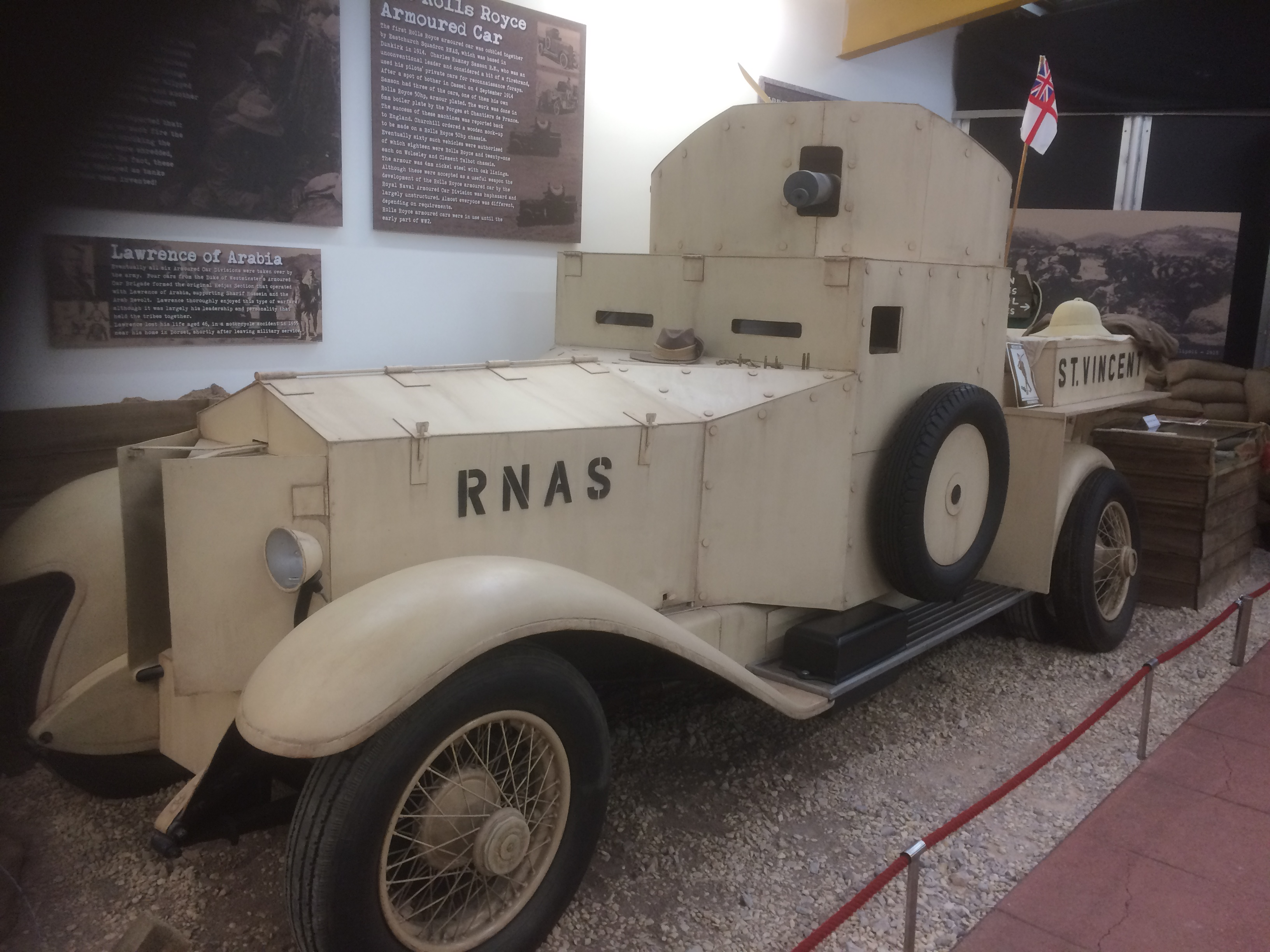
Uma réplica do carro blindado Rolls Royce em exposição no Haynes Motor Museum

## Variantes
- 1920 Pattern Mk I – blindagem do radiador mais espessa e rodas novas.
- 1920 Pattern Mk IA – cúpula do comandante.
- 1924 Pattern Mk I – torre com cúpula do comandante.
- 1921 Indian Pattern – baseado no padrão de 1920. Tinha blindagem de casco estendida para fornecer espaço extra e uma torre abobadada com quatro suportes de esfera para metralhadoras.[7]
- Fordson – baseado em um padrão de 1914. Alguns veículos no Egito receberam novos chassis de caminhões Fordson.

Um único veículo experimental foi criado, onde a torre foi removida e substituída por um canhão antiaéreo automático de uma libra em uma montagem de torre aberta. Alguns carros tinham metralhadoras Maxim em vez da metralhadora Vickers.

## Sobreviventes
- ARR-2, Sliabh na mBan, modelo 1920. O Rolls-Royce foi retido pelo Exército Irlandês e é geralmente aceito como o carro que acompanhava o Comandante-em-Chefe do Exército Nacional, General Michael Collins, no dia em que foi morto.[6] É o veículo blindado mais antigo em serviço no mundo[8] e um dos dois únicos carros blindados originais da Rolls-Royce ainda em funcionamento atualmente. Ele é exibido regularmente durante desfiles e dias de portas abertas do Exército, muitas vezes sendo conduzido por seus próprios meios. Foi recentemente submetido a uma remodelação completa, que envolveu uma desmontagem e reconstrução completas.[7] É mantido pelo Corpo de Cavalaria das Forças de Defesa Irlandesas no Campo Curragh.
- Um Rolls-Royce Pattern Mark I de 1920 está em exposição no The Tank Museum em Bovington, na Inglaterra. O veículo está exposto na galeria do museu dedicada aos anos entreguerras. David Wiley, curador do museu, chamou-a de "uma das melhores exposições que temos".[6]
- Um dos 12 vendidos (ARR-1 Danny Boy/Tom Keogh ) sobrevive com um colecionador privado na Inglaterra.[carece de fontes?][<span title="This claim needs references to reliable sources. (April 2012)">citação necessária</span>] Este veículo carrega uma réplica da carroceria.
- Um carro blindado Rolls-Royce modelo 1920 é exibido na cor areia no RAF Regiment Heritage Centre, em RAF Honington. Anteriormente, ele estava em exposição no Museu da RAF em Hendon. A blindagem é uma cópia do original, construída sobre um chassi Rolls-Royce original na década de 1960.
- Uma réplica de um carro blindado Rolls-Royce está em exposição no Eaton Hall, Cheshire, casa do Duque de Westminster, e pode ser vista em dias de portas abertas para caridade no Hall.
- Um Rolls-Royce Indian Pattern de 1921 está em exposição no Museu de Tanques de Cavalaria em Ahmednagar, Índia.
- O Haynes Motor Museum tem um Rolls-Royce modelo 1914 com réplica da carroceria, restaurado para se assemelhar ao Desert Rolls que acompanhou Lawrence da Arábia.